# Filippini in Italia
I filippini in Italia sono una tra le principali comunità migranti in Italia. L'Italia è con il Regno Unito la principale destinazione europea di immigrazione per i filippini.

## Statistiche
Secondo dati ISTAT, al 1 gennaio 2021 erano presenti 165.443 cittadini filippini residenti legalmente in Italia (erano 101 337 nel 2006), fortemente concentrati tra Roma (40 413) e Milano (39 536). Altri comuni invece di minor presenza rispetto a Milano e Roma,ma con comunità importanti di filippini residenti in Italia sono presenti a: Bologna (4966), Firenze (4670), Torino (3708), Modena (2914), Parma (2753) e Messina (2182) Le stime sul numero di filippini irregolari variano notevolmente da 20 000 a 80 000.
Il 57% dei filippini in Italia sono donne, e lavorano principalmente come domestici.
Secondo una ricerca del 2014, i filippini in Italia sono la comunità migrante più apprezzata dagli italiani, che li considerano "grandi lavoratori" (78%), "onesti" (66%).
I filippini in Italia hanno livelli occupazionali più alti della media degli stranieri (tasso occupazione 77% e disoccupazione 7,2%). I loro salari tuttavia restano piuttosto bassi (803,00 €) e solo il 20% trova impiego in professioni medio-elevate. Le rimesse restano relativamente elevate (2431,00 € euro).
I membri della comunità filippina in Italia soffrono comunque della lontananza dai figli e dalla famiglia, di una forte pressione finanziaria per sostenere i familiari nelle Filippine, di una mancanza di investimenti e progetti a lungo termine e di una cattiva gestione delle proprie risorse economiche, oltre che della difficoltà di accesso ai servizi pubblici e di una generale esclusione dalla vita sociale e culturale italiana.
Ci sono circa 60 organizzazioni filippine in Italia, la maggior parte delle quali religioso-confessionali, anche se ci sono anche diversi gruppi culturali e civili. Uno di questi gruppi è il Consiglio femminile filippino con l'obiettivo di educare le donne migranti filippine sui loro diritti. Il portale dei filippini in Italia, lanciato nel 2013, è akoaypilipino.eu.
Dal 2007, i filippini in Italia possono trasformare la patente di guida filippina in patente italiana.
Nel 2007, i filippini in Italia hanno inviato nelle Filippine l'equivalente di 500 milioni di dollari, facendone la quarta più grande fonte di rimesse dopo Usa, Arabia Saudita e Canada. 
La città di Mabini a Batangas è tra i luoghi che hanno più beneficiato delle rimesse dei filippini in Italia. La città ha il più gran numero di espatriati di ogni altra città dell'arcipelago. La maggioranza degli emigrati da Mabini vive in Italia e un intero quartiere di Mabini - "Little Italy" - oggi è composto da case costruire con il denaro delle rimesse. Le rimesse dei filippini in Italia hanno tuttavia visto un calo con la grande recessione di fine anni 2000.